# 12月20日 (旧暦)
旧暦12月20日（きゅうれきじゅうにがつはつか）は、旧暦12月の20日目である。六曜は先勝である。

## できごと
- 天延元年（ユリウス暦974年1月16日） - 天禄から天延に改元[要出典]
- 保元3年（ユリウス暦1159年1月11日） - 後白河上皇の子・守仁親王が即位して78代・二条天皇に
- 天文15年（ユリウス暦1547年1月11日） - 足利義輝が室町幕府13代将軍に就任
- 明治3年（グレゴリオ暦1871年2月9日） - 「新律綱領」布告。明治新政府初の刑法典

## 誕生日
- 元禄6年（グレゴリオ暦1694年1月15日） - 野呂元丈、本草学者（+ 1761年）
- 嘉永5年（グレゴリオ暦1853年1月29日） - 北里柴三郎、細菌学者（+ 1931年）
- 嘉永6年（グレゴリオ暦1854年1月18日） - 片山東熊、建築家（+ 1854年）

## 忌日
- 仁寿2年（ユリウス暦853年2月1日） - 源明、公卿（* 814年）

## 歌
香港の歌手ケイツェの曲：12月20日